# Espagne aux Jeux paralympiques d'hiver de 2018
L’Espagne participe aux Jeux paralympiques de 2018 à Pyeongchang en Corée du Sud. Il s'agit de sa 10e participation à des Jeux paralympiques d'hiver.
La porte-drapeau conduisant la délégation espagnole lors de la cérémonie d'ouverture fut la snowboardeuse Astrid Fina.

## Délégation
Voici la liste des qualifiés espagnols par sport :
| Sport           | Femmes       | Hommes       | Total |
| --------------- | ------------ | ------------ | ----- |
| Biathlon        | Non qualifié | Non qualifié | 0     |
| Curling         | Non qualifié | Non qualifié | 0     |
| Hockey sur luge | Non qualifié | Non qualifié | 0     |
| Ski alpin       | 0            | 2            | 2     |
| Ski de fond     | Non qualifié | Non qualifié | 0     |
| Snowboard       | 1            | 1            | 2     |
| Total général   | 1            | 3            | 4     |

## Bilan général

### Bilan par sport
| Place | Sport     | Médaille d'or, Jeux paralympiques | Médaille d'argent, Jeux paralympiques | Médaille de bronze, Jeux paralympiques | Total | Rang pays |
| ----- | --------- | --------------------------------- | ------------------------------------- | -------------------------------------- | ----- | --------- |
| 1     | Ski alpin | 0                                 | 1                                     | 0                                      | 1     | 14e       |
| 2     | Snowboard | 0                                 | 0                                     | 1                                      | 1     | 9e        |
| Total | Total     | 0                                 | 1                                     | 1                                      | 2     | -         |

### Bilan par jour de compétition
| Jour    | Médaille d'or, Jeux paralympiques | Médaille d'argent, Jeux paralympiques | Médaille de bronze, Jeux paralympiques | Total |
| ------- | --------------------------------- | ------------------------------------- | -------------------------------------- | ----- |
| 9 mars  | 0                                 | 0                                     | 0                                      | 0     |
| 10 mars | 0                                 | 0                                     | 0                                      | 0     |
| 11 mars | 0                                 | 0                                     | 0                                      | 0     |
| 12 mars | 0                                 | 0                                     | 1                                      | 1     |
| 13 mars | 0                                 | 1                                     | 0                                      | 1     |
| 14 mars | 0                                 | 0                                     | 0                                      | 0     |
| 15 mars | 0                                 | 0                                     | 0                                      | 0     |
| 16 mars | 0                                 | 0                                     | 0                                      | 0     |
| 17 mars | 0                                 | 0                                     | 0                                      | 0     |
| 18 mars | 0                                 | 0                                     | 0                                      | 0     |
| Total   | 0                                 | 1                                     | 1                                      | 2     |

### Bilan par sexe
| Sexe   | Médaille d'or, Jeux paralympiques | Médaille d'argent, Jeux paralympiques | Médaille de bronze, Jeux paralympiques | Total |
| ------ | --------------------------------- | ------------------------------------- | -------------------------------------- | ----- |
| Hommes | 0                                 | 1                                     | 0                                      | 1     |
| Femmes | 0                                 | 0                                     | 1                                      | 1     |
| Mixte  | 0                                 | 0                                     | 0                                      | 0     |
| Total  | 0                                 | 1                                     | 1                                      | 2     |

## Médaillés
| Sport                   | Discipline                    | Sportifs                | Performance   | Date    |
| Médailles d’argent : 1  |                               |                         |               |         |
| Ski alpin               | Super combiné hommes          | Jon Santacana Maiztegui | 2 min 15 s 13 | 13 mars |
| Médailles de bronze : 1 |                               |                         |               |         |
| Snowboard               | Snowboard Cross SB-LL2 femmes | Astrid Fina             |               | 12 mars |

## Sports

### Ski alpin

#### Sélection
| Homme(s)                                          | Femme(s) |
| ------------------------------------------------- | -------- |
| - Jon Santacana Maiztegui - Miguel Galindo Garcés |          |

#### Résultat(s)
| Athlète                 | Catégorie      | Épreuves      | Course 1      | Course 1 | Course 2 | Course 2 | Finale        | Finale                                |
| Athlète                 | Catégorie      | Épreuves      | Temps         | Rang     | Temps    | Rang     | Temps         | Rang                                  |
| ----------------------- | -------------- | ------------- | ------------- | -------- | -------- | -------- | ------------- | ------------------------------------- |
| Jon Santacana Maiztegui | B2 - Malvoyant | Descente      | NC            | NC       | NC       | NC       | 1 min 27 s 40 | 4e                                    |
| Jon Santacana Maiztegui | B2 - Malvoyant | Super G       | NC            | NC       | NC       | NC       | 1 min 29 s 1  | 4e                                    |
| Jon Santacana Maiztegui | B2 - Malvoyant | Slalom géant  |               |          |          |          |               |                                       |
| Jon Santacana Maiztegui | B2 - Malvoyant | Slalom        |               |          |          |          |               |                                       |
| Jon Santacana Maiztegui | B2 - Malvoyant | Super combiné | 1 min 27 s 34 | 3e       | 47 s 79  | 2e       | 2 min 15 s 13 | Médaille d'argent, Jeux paralympiques |

### Snowboard

#### Sélection
| Homme(s)                             | Femme(s)               |
| ------------------------------------ | ---------------------- |
| - Víctor González Fernández (SB-LL1) | - Astrid Fina (SB-LL2) |

#### Résultat(s)
| Athlète(s) | Catégorie | Épreuve(s) | Qualifications | Qualifications | Qualifications | Huitièmes de finale | Huitièmes de finale | Quarts de finale | Quarts de finale | Demi Finales | Demi Finales | Finale |
| Athlète(s) | Catégorie | Épreuve(s) | Course 1       | Course 2       | Rang           | Série               | Rang                | Série            | Rang             | Série        | Rang         | Finale |
| ---------- | --------- | ---------- | -------------- | -------------- | -------------- | ------------------- | ------------------- | ---------------- | ---------------- | ------------ | ------------ | ------ |